# Matsaudi/Sakapane
Matsaudi/Sakapane è un villaggio del Botswana situato nel distretto Nordoccidentale, sottodistretto di Ngamiland East. Il villaggio, secondo il censimento del 2011, conta 345 abitanti.